# Fernando Solanas
Fernando Ezequiel 'Pino' Solanas, född 16 februari 1936 i Olivos, en förstad till Buenos Aires i Argentina, död 6 november 2020 i Paris, Frankrike, var en argentinsk filmregissör, manusförfattare, filmproducent och politiker.
Solanas låg bakom filmer som Smältugnarnas timme) (1968), Tango – Gardels exil (1985) och Åter till södern (1988). Han var också politiskt aktiv, bland annat som ledamot för Buenos Aires i Argentinas nationalkongress, senast åren 2013–2019. 
Fernando Solanas studerade teater, musik och juridik. År 1962 regisserade han sin första kortfilm Seguir andando, och 1968 kunde han i hemlighet producera och regissera sin första långfilm Smältugnarnas timme, en dokumentär om nykolonialism och våld i Latinamerika. Filmen vann åtskilliga priser och visades världen över.
Solanas – som vid tidpunkten var Argentinas ambassadör för UNESCO – avled 8 november 2020 kort after det att han och hans hustru Angela Correa ådragit sig Covid-19.

## Sammanhang
Fernando Solanas gick i spetsen för gruppen Grupo Cine Liberación, som på 1970-talet ruskade om den Argentinska filmen, och utvecklade dess sociala och politiska medvetenhet. Han stödde vid den tiden presidenten/oppositonsledaren Juan Perón.  
Tillsammans med Octavio Getino publicerade han 1976 manifestet Mot en tredje film. Idén om en politisk "tredje film" – i motsats till såväl Hollywoodfilmen som den europeiska "auteurfilmen" – inspirerade många filmare i så kallade utvecklingsländer.
Under militärdiktaturen åren 1976–1983 levde Solanas i exil i Frankrike och Spanien.
Efter hot från högerkrafter blev en av hans skådespelare mördad, och han själv undkom med knapp nöd att bli kidnappad, kort efter att ha anklagat presidenten Carlos Menem för att leda ”ett gäng skurkar som plundrar staten på dess egendomar”.

## Politik
Solanas fortsatte att göra film, och var en frispråkig kritiker av den argentinske presidenten Carlos Menem. Tre dagar efter ett sådant utfall, den 21 maj 1991, blev han beskjuten sex gånger, men klarade sig med lindriga skador. Trots attacken och kvarvarande fysiska men engagerade han sig än mer i politiken och fick redan 1992 sju procent av rösterna för en parlamentsplats för Buenos Aires. Året därpå blev han invald i nationalkongressen för partiet "Bred front" (Frente Grande), som han dock snart lämnade.
År 2007 ställde han upp i presidentvalet för "Det autentiska socialistpartiet", men slutade på femte plats med 1,58 procent av rösterna. År 2009 valdes han in i kongressen för partiet Proyecto Sur, och 2013 blev han fullvärdig senator för Buenos Aires.

## Utmärkelser i urval
Solanas belönades bland annat med Juryns stora pris vid filmfestivalen i Venedig 1985, där hans film Tango – Gardels exil också fick både kritikernas pris och utsågs till Bästa film. Filmen Åter till södern gav honom 1988 pris för Bästa regi vid Filmfestivalen i Cannes. År 2004 fick han "den gyllene hedersguldbjörnen" för sitt livsverk, vid Filmfestivalen i Berlin.

## Filmografi i urval
- 1968 – Smältugnarnas timme (La hora de los hornos) – manus och regi tillsammans med Octavio Getino samt produktion[5]
- 1985 – Tango – Gardels exil (El exilio de Gardel (Tangos)) – manus, regi och produktion[5]
- 1988 – Åter till södern (Sur) – manus, regi och produktion[5]
- 1992 – Resan (El viaje) – manus, regi och produktion[5]
- 2004 – Minnen från plundringens tid (Memorias del saqueo)
- 2005 – De osynligas heder (La dignidad de los nadies).
- 2009 – Smutsigt guld (Oro impuro)

## Citat
| ”                  | The possibility of making a new cinema completely outside the system depends on whether or not filmmakers can transform themselves from 'directors' into total filmmakers. And no one can become a total filmmaker without being a film technician, without being capable of handling the production. | „ |
| – Fernando Solanas | |   |